# 依法韦仑
依法韋侖（英語：Efavirenz，簡稱EFV） 以Sustiva等品牌於市面販售，是一種用於治療和預防愛滋病的抗反轉錄病毒藥物。通常是建議與其他抗反轉錄病毒藥物一起使用。它也可用於針刺傷害或其他潛在暴露後的預防感染用途。此藥物既可單獨出售，也可以依法韋倫/恩曲他濱/替諾福韋複方劑的形式販售。此藥物透過口服方式給藥。
使用依法韋侖常見的副作用有皮疹、噁心、頭痛、疲倦感和睡眠問題。有些皮疹可能會嚴重到如史蒂芬斯－強森症候群般的程度。嚴重的副作用有憂鬱、興起自殺念頭、肝臟問題和癲癇發作。懷孕期間使用對於胎兒並不安全。此藥物是一種非核苷逆轉錄酶抑制劑 (NNRTI)，經由阻斷反轉錄酶的功能發揮作用。
依法韋侖於1998年在美國獲得批准用於醫療用途，並於1999年在歐盟獲得批准用於醫療用途。它已被列入世界衛生組織基本藥物標準清單之中。.截至2016年，市面上有其通用名藥物流通。

## 醫療用途
對於先前未接受過治療的愛滋病患者，美國衛生及公眾服務部抗反轉錄病毒指南小組建議將依法韋倫與恩曲他濱/替諾福韋（商品名舒發泰）聯合使用，作為成人和青少年和兒童首選的NNRTI治療方案之一。
依法韋侖也與其他抗反轉錄病毒藥物聯合使用，作為強化暴露後預防療法中的一種，以降低某些群體的重大愛滋病風險曝露（例如針刺傷害、某些類型的無保護性行為等）的風險。

### 懷孕與哺乳期間
個體在懷孕期的前三個月可安全使用此藥物。依法韋倫會進入母乳，而讓接受母乳哺育的嬰兒接觸到此藥物。

## 禁忌症
以前使用過此藥物並出現過敏反應的人應避免使用。過敏反應包括有史蒂芬斯－強森症候群、中毒性皮疹和多形性紅斑。

## 不良反應
常見的不良反應有神經精神影響，包括睡眠障礙（如惡夢、失眠、睡眠中斷和嗜睡症）、頭暈、頭痛、眩暈、視力模糊、焦慮和認知障礙（包括疲勞、意識模糊和記憶力與注意力障礙） 及憂鬱，（包括興起自殺念頭）。有些人會有欣快的感覺。
可能會出現皮疹和噁心問題。
服用依法韋倫可能會導致部分尿液的大麻檢測結果呈假陽性。
依法韋倫可能會將QT間期延長，因此不應用於罹患，或是有扭轉型尖峰（一種特定類型的心律不整）風險的族群。
對於有癲癇發作病史的成人和兒童，使用依法韋倫可能會導致驚厥。

## 與其他藥物交互作用
依法韋倫在肝臟中被屬於細胞色素P450系列的酵素（包括CYP2B6和CYP3A4）分解。依法韋倫斯是這些酵素的基質，會降低需要相同酵素代謝其他藥物的能力。然而依法韋倫也會誘導這些酶，表示酶活性會因此增強，且會強化CYP2B6和CYP3A4對其他藥物的代謝。同時服用依法韋倫和其他由相同酵素代謝的藥物的個體可能需要增加或減少藥物劑量。
會受依法韋倫會影響的一組藥物是蛋白酶抑制劑 （用於治療愛滋病）。依法韋倫會降低血液中大多數蛋白酶抑制劑（包括安普那韋、阿扎那韋和茚地那韋）的水平。當血液中的蛋白酶抑制劑在較低水平時，服用這兩種藥物將不會發生作用，表示會因而導致愛滋病病毒不停止複製，且可能對蛋白酶抑制劑產生抗藥性。
依法韋倫也會影響用於治療泌尿道感染等抗真菌藥的作用。依法韋倫可降低伏立康唑、伊曲康唑、酮康唑和泊沙康唑等抗真菌藥的血液濃度（與對蛋白酶抑制劑的效果類似）。由於血液中抗真菌藥物水平降低，可能對服用這兩種藥物的人無效，表示引起感染的真菌可能會對抗真菌藥產生抗藥性。

## 作用機轉

### 抗愛滋病作用
依法韋侖屬於NNRTI類抗反轉錄病毒藥物。核苷和非核苷反轉錄病毒藥物均能抑制相同的標靶，即反轉錄酶（一種將病毒RNA轉錄為DNA的重要病毒酶）。NNRTI透過結合到遠離活性位點（稱為NNRTI位置）的不同位點來發揮變構作用，此與結合酵素活性位點的核苷反轉錄酶病毒藥物不同。
依法韋侖對治療HIV-2愛滋病無效，因為HIV-2反轉錄酶的位置具有不同的結構，而具有對NNRTI類藥物的內在抗藥性。
由於大多數NNRTI均結合在相同的位置，因此對依法韋倫具有抗藥性的病毒株通常也對其他NNRTI如奈韋拉平和地拉韋定具有抗藥性。使用依法韋倫治療後觀察到最常見的突變是K103N，使用其他NNRTI治療也可觀察到這種突變。NRTIs和依法韋倫具有不同的结合標靶，因此發生交叉耐藥性的可能性很低。同樣的，依法韋倫和蛋白酶抑制劑也不容易發生交叉耐藥性。

### 神經精神效應
截至2016年，對於依法韋倫產生神經精神不良反應的機制尚不清楚。依法韋侖似乎具有神經毒性，可能是透過干擾粒線體功能而產生，而粒線體功能可能是經由抑制肌酸激酶而引起，但也可能是透過破壞粒線體膜或干擾一氧化氮生物化學效用所引起。 一些神經精神不良反應可能是透過大麻素受體或5-HT2A受體的活性而介導，但依法韋倫與許多中樞神經系統受體均會相互作用，此點目前尚未釐清。神經精神不良反應與劑量多寡有關聯。

## 化學性質
依法韋侖的化學名稱為(4S)-6-氯-4-(2-環丙基乙炔基)-4-(三氟甲基)-1H-3,1-苯並惡嗪-2-酮（(4S)-6-chloro-4-(2-cyclopropylethynyl)-4-(trifluoromethyl)-1H-3,1-benzoxazin-2-one）。其經驗式為C14H9ClF3NO2。依法韋侖是一種白色至淡粉紅色結晶粉末，分子量為315.68克/摩爾（g/mol），幾乎不溶於水（<10微克/毫升（μg/mL））。

## 歷史
依法韋倫於1998年9月21日獲得美國食品藥物管理局（FDA）批准作醫療用途。
FDA於2016年2月17日批准由邁蘭藥業所生產的通用名藥物。
泰國政府製藥組織（GPO）於2018年底宣布將於獲得世界衛生組織（WHO）批准後生產依法韋倫。依法韋侖由杜邦製藥公司（Du pont Pharma）發現，產品代號為DMP266。歐洲國家於1999年5月取得依法韋侖的生產許可。

## 社會與文化

### 定價資訊
於2016年7月，一個月份量的600毫克依法韋侖劑量的成本約為1,010美元。2007年，默克集團在某些開發中國家和主要受愛滋病影響的國家提供依法韋倫，每日劑量的價格約為0.65美元。一些新興國家則選擇購買印度藥廠製造的通用名藥物。
截至2012年6月，於泰國一個月的依法韋侖/恩曲他濱用量的價格為2,900泰銖（90美元），泰國有一項針對無力承擔藥物費用的患者的社會計劃。截至2018年，泰國在國內生產依法韋倫，GPO生產的每瓶30片600毫克的售價為180泰銖。而泰國進口的依法韋侖零售價每瓶超過1,000泰銖。GPO在2018年將其產能的2.5%用於生產4,200萬依法韋倫片劑，同時用於出口和國內使用。菲律賓以5,100萬泰銖的價格訂購約30萬瓶的泰國製品。
南非的通用名藥物製造大廠Aspen Pharmacare已獲得許可，將生產此種抗反轉錄病毒藥物，以便宜的價格向撒哈拉以南非洲地區分銷。

### 娛樂用途
據報導在南非，有透過壓碎和吸食依法韋倫片劑以達到所謂的致幻和解離作用，而發展出濫用依法韋倫的形式，此藥物被混入名為whoonga和nyaope的成癮物質中而被利用。

### 品牌
截至2016年，依法韋倫在多個司法管轄區以品牌Adiva、Avifanz、Efamat、Efatec、Efavir、Efavirenz、Efcure、Eferven、Efrin、Erige、Estiva、Evirenz、Filginase、Stocrin、Sulfina V、Sustiva、Virorrever和Zuletel販售。
截至2016年，依法韋倫/替諾福韋/恩曲他濱複方劑在多個司法管轄區以品牌Atripla、Atroiza、Citenvir、Oditec、Teevir、Trussiva、Viraday和Vonavir販售。
截至2016年，依法韋倫/替諾福韋和拉米夫定的複方劑以Eflaten品牌銷售。